# Anosia eresimus
Anosia eresimus är en fjärilsart som beskrevs av Pieter Cramer 1777. Anosia eresimus ingår i släktet Anosia och familjen praktfjärilar. Inga underarter finns listade i Catalogue of Life.